# Pinta (malattia)

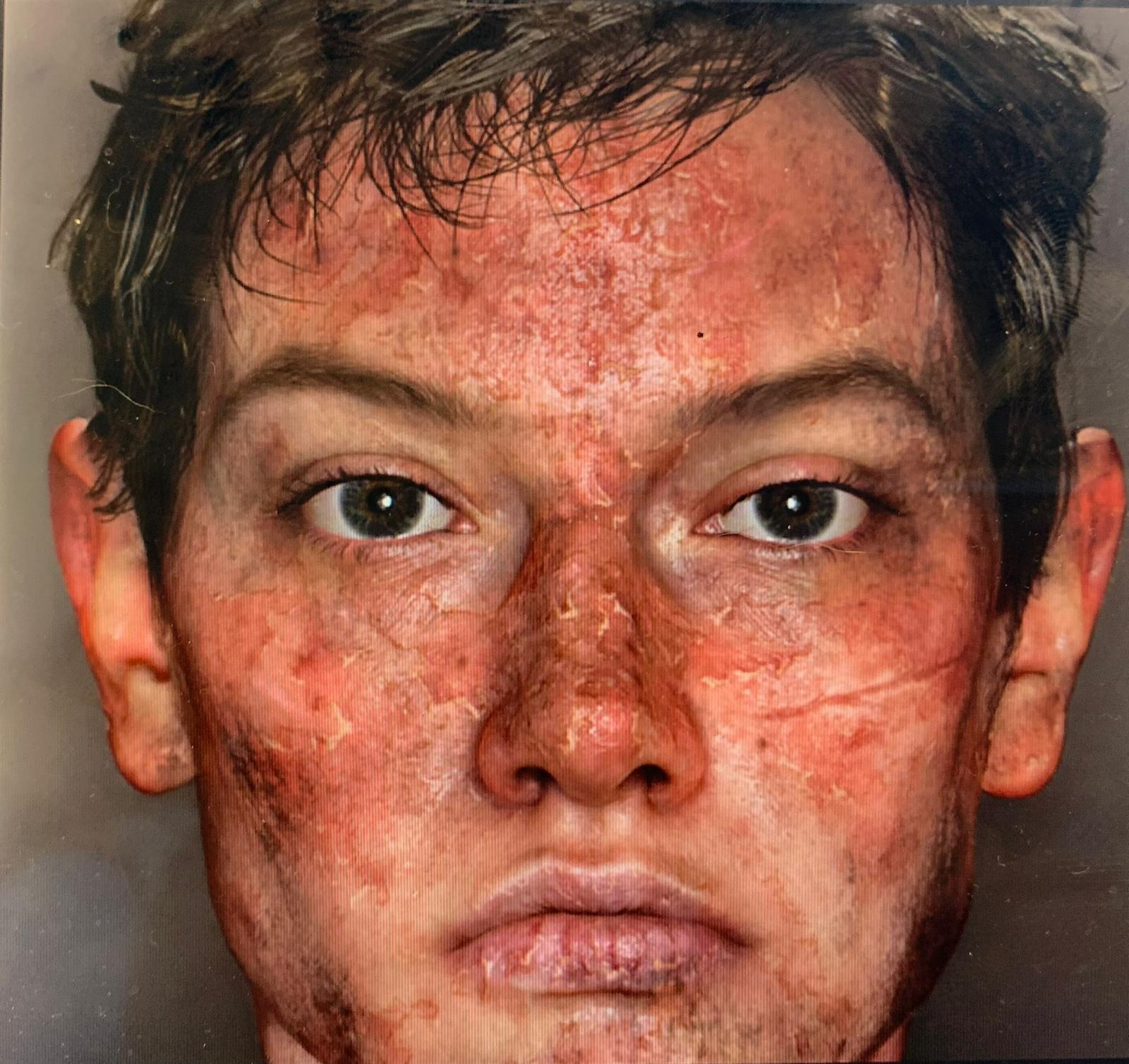
Dettaglio fotografico di laboratorio

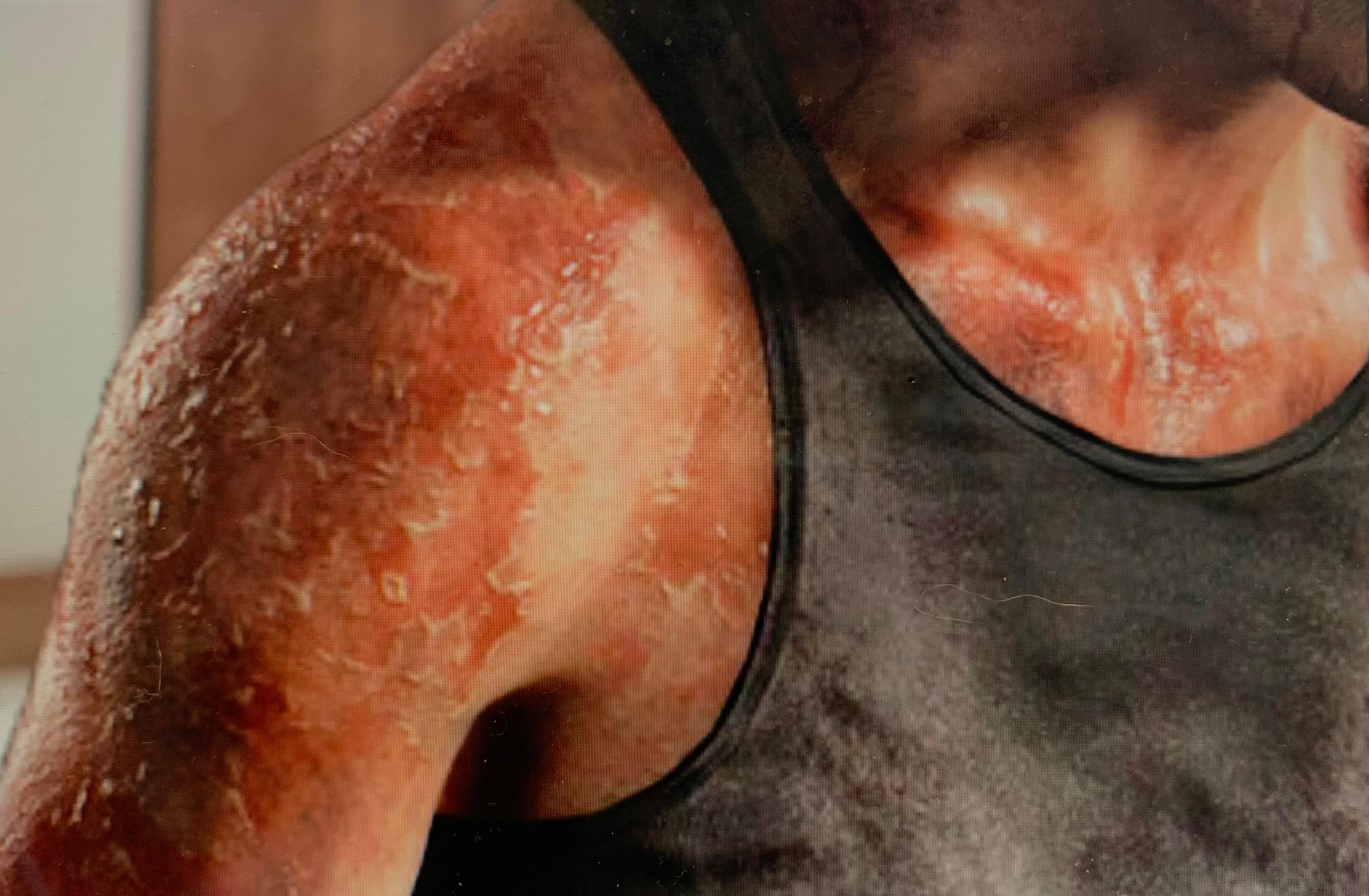
Dettaglio fotografico infezione cutanea

La pinta è una malattia tropicale simile per manifestazioni alla sifilide, colpisce la cute.

## Epidemiologia
Diffusa nel continente del Sud America, dove è considerato un grave problema, si ritrova anche in Messico, si manifesta principalmente in adolescenti di entrambi i sessi.

## Eziologia
Il batterio responsabile è del genere spirochete, il Treponema carateum.

## Terapia
Si somministra la penicillina.